# 竜神島 (北海道)
竜神島（りゅうじんじま）は、北海道稚内市に属する島。宗谷村の海岸から東方約100メートル沖にある周囲約150メートルほどの無人島である。重石のような形とする史料もある小さいがやや高さのある岩島で、『環境脆弱性指標図』では開放性海域の「崖・急斜面（岩盤・粘土）」に分類されている。

## 歴史
竜神島付近はアイヌ語に由来する地名「チシヤ」として言及されている。文化5年（1808年）頃の成立と推定される『西蝦夷地名考』は、海岸にある「高き岩」が「チシヤ」という地名の由来であると説明しており、文政7年（1824年）成立の上原熊次郎著『蝦夷地名考并里程記』においても、同様に海岸にある高岩を表した地名とされている。松浦武四郎が安政3年（1856年）の調査によって著した『廻浦日記』においても、「チシ」（原文ママ）について「前に小島有。地名は其を号る」としている。
地名研究家の山田秀三も、「チシヤ」とは「高い独立岩のある辺の海岸のこと」を表すアイヌ語であるとする。そして「南の方から来ると竜神島がきわ立って見える」ことから「少し大きいがそれをチシと呼んだのかもしれない」と述べているが、松浦武四郎が安政3年の調査時に記した「手控」では、「チシモシリ」という名称で記されており「大さ拾丈計」としている。
また松浦武四郎による安政5年（1858年）の「手控」では、「チシヤ」について「ベンケイと云者」が海に大岩を投げて「変化者」を追い払ったことに由来するという語源説を記しており、著書『西蝦夷日誌』では、岩を投げたのは「シヤマイグル」であって弁慶のことと説明している。
古くは天明8年（1788年）の『西蝦夷地分間』において、「シルシ」と「ヘモヤシベツ」の間に島を記している。寛政9年（1797年）成立の『蝦夷巡覧筆記』では、「チシヤ」の沖に「立岩」があるとの記述が見える。文政4年（1821年）成立の『大日本沿海輿地全図』においても島が描かれている。今井八九郎による天保2年（1831年）調査の『蝦夷東西地里数書入地図』にも見えるが、「チシヤ」とはやや離れた位置に描かれている。
嘉永7年（1854年）の村垣範正による蝦夷地巡視に同行した尾張屋番頭忠蔵の『蝦夷日記』では、「つしや岩」として言及されている。同書には陸から1町あまり沖に位置する「周廻リ壱丁余」の岩とあり、また「立の重石の様面白キ岩」であるとしている。安政5年（1858年）成立の『西蝦夷地之内浜増毛ヨリ舎利迄地名小名里数書』では、「チシヤ」の海岸より30間ほど沖に「岳岩」があり、その高さは2丈ばかりで、周廻は130間ほどとする 。
佐藤正克文書では『北見国宗谷郡より斜里郡迄絵図』において「チシヤ崎」に島が描かれており、『宗谷郡境字ヤムワッカルより紋別郡境字トンナイウシ迄の図』では「チシヤト云島」を描いている。北海道庁水産課による『北見国宗谷郡自泊内村字トマリナイ至宗谷村字ヲニキルヘツ漁場実測図』（1889年6月調査）においても「チシヤ」に島が記録されている。